# Caloplaca rubelliana
Caloplaca rubelliana är en lavart som först beskrevs av Erik Acharius, och fick sitt nu gällande namn av Lojka. Caloplaca rubelliana ingår i släktet orangelavar och familjen Teloschistaceae.   Inga underarter finns listade i Catalogue of Life.